# 8695 Bergvall
8695 Bergvall (1993 FW8) là một tiểu hành tinh vành đai chính.